# Amarelo de Martius
Amarelo de Martius ou 2,4-dinitronaftalen-1-ol é um composto com fórmula
C10H6N2O5, sendo usado como um corante.
Soluções ocorantes contendo amarelo de Martius tem sido usadas para colorir eritrócitos de amarelo, obtendo bom contraste com fibrina, coloridas de vermelho, em métodos tricrômicos tais como o método picro-Mallory de Lendrum para fibrina e Martius, escarlate e azul de Slidder.